# 費爾普斯城 (密蘇里州)
費爾普斯城（英語：Phelps City）是位於美國密蘇里州艾奇遜縣的普查規定居民點。

## 人口
根據2020年美國人口普查的數據，費爾普斯城的面積為1.28平方千米，皆為陸地。當地共有人口0人，而人口密度為每平方千米0人。